# Козув (Свентокшиське воєводство)
Козув (пол. Kozów) — село в Польщі, у гміні Смикув Конецького повіту Свентокшиського воєводства.
Населення — 363 особи (2011).
У 1975-1998 роках село належало до Келецького воєводства.

## Демографія
Демографічна структура на день 31 березня 2011 року:
|          | Загалом | Допрацездатний вік | Працездатний вік | Постпрацездатний вік |
| -------- | ------- | ------------------ | ---------------- | -------------------- |
| Чоловіки | 186     | 48                 | 129              | 9                    |
| Жінки    | 177     | 41                 | 102              | 34                   |
| Разом    | 363     | 89                 | 231              | 43                   |